# Flaga Ducherowa
Flaga Ducherowa – flaga gminy Ducherow. Zaprojektowana została przez mieszkańca Wismaru Rolanda Bornscheina i 30 sierpnia 1993 została zatwierdzona przez Ministerstwo Spraw Wewnętrznych (Bundesministerium des Innern, für Bau und Heimat).

## Wygląd i symbolika
Prostokątny płat tkaniny o proporcji szerokości do długości 2:3 i trzech kolorach. Podzielony ukośnie na cztery części, które tworzą cztery trójkąty równoramienne:
- trójkąt górnej krawędzi w kolorze czerwonym
- trójkąt dolnej krawędzi w kolorze zielonym
- trójkąt z lewej strony płata w kolorze białym
- trójkąt z prawej strony płata w kolorze białym.

Pośrodku flagi umieszczony jest herb Ducherowa. Herb znajduje się również na środku jej szerokości. 